# Dědeček automobil (film)

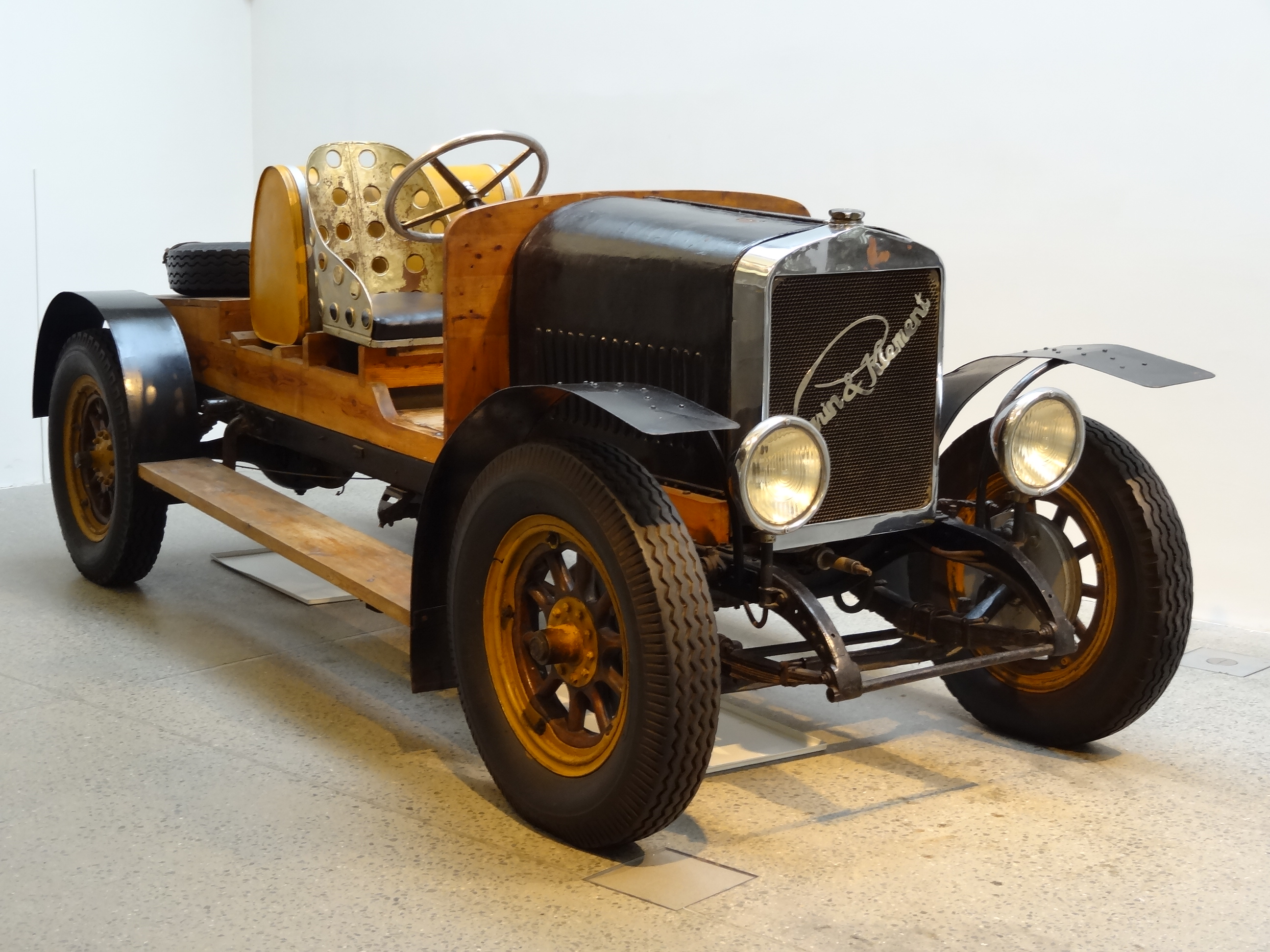
Dědeček automobil, Škoda Museum

Dědeček automobil je československá filmová komedie z roku 1956 režiséra Alfréda Radoka, natočená podle stejnojmenné knihy Adolfa Branalda. Snímek je zasazen do doby počátků motorismu, a jeho základem jsou vzpomínky účastníka automobilových a motocyklových závodů. Vypráví příběh tří velkých mezinárodních závodů ve Francii.

## Obsazení
- Karel Höger
- Otomar Krejča

- Raymond Bussières – mechanik Marcel Frontenac
- Ginette Pigeon – Nanette, dcera M. Frontenaca
- Luděk Munzar – František Projsa, mechanik firmy Laurin & Klement
- Radovan Lukavský – Václav Klement, spolumajitel firmy Laurin & Klement
- Jiří Sehnal – Václav Laurin, spolumajitel firmy Laurin & Klement
- Josef Hlinomaz – hrabě Alexander Joseph Kolowrat-Krakowský, závodník
- Annette Poivre – majitelka hotelu
- Miloš Kopecký – markýz Jules-Albert de Dion, závodník, spolumajitel firmy De Dion-Bouton
- Antonín Jedlička – mechanik Georges Bouton, spolumajitel firmy De Dion-Bouton
- Svatopluk Beneš – závodník Jean-Pierre Demeester
- Jiří Lír – mechanik Pierre Charron
- Oldřich Fantišek Korte – mechanik Mackie Duff
- Vladimír Menšík – italský mechanik[1]
- Antonín Šůra – závodník Václav Vondřich
- Miroslav Zounar – závodník Toman
- Josef Červinka – francouzský novinář a organizátor
- Miroslav Svoboda – starosta města Gaillon
- Jiřina Bohdalová – mladá dáma
- Václav Wasserman – letec Louis Goddard
- Olga Světelská – stevardka
- Adolf Branald – kameraman
- Miloš Forman – letecký mechanik
- Milan Mach – mechanik[2]

## Zajímavosti
- Oficiálně se uvádí, že ve filmu hrál úlohu italského automechanika Vladimír Menšík.[3] Lumíru Holčákovi, autorovi knihy Vladimír Menšík a jeho filmy, se ho ale ve filmu nepodařilo objevit.[4][verifikovat] V denních záznamech, které se dochovaly, jeho jméno také nefiguruje. Otázkou tedy zůstává, zda ve filmu hrál. Pokud ano, mohlo to být v rámci komparzu.[5]
- Karel Höger a Otomar Krejča namluvili textové části filmu.
- V úplném úvodu filmu si zahrál Zdeněk Štěpánek dědečka, který během času u zavřených závor začne vnoučatům vyprávět, jak vlastně začal automobilismus českých zemích
- Film mohl být barevný. Existuje několik amatérských 8mm záběrů z okolí Poděbrad, kde se natáčel. Hovoří o tom i Karel Čáslavský v jednom ze svých Hledání ztraceného času.
- Jako spoluautor scénáře a asistent režie i herec v malé roli se na filmu podílel režisér Miloš Forman.